# Isole Tokara

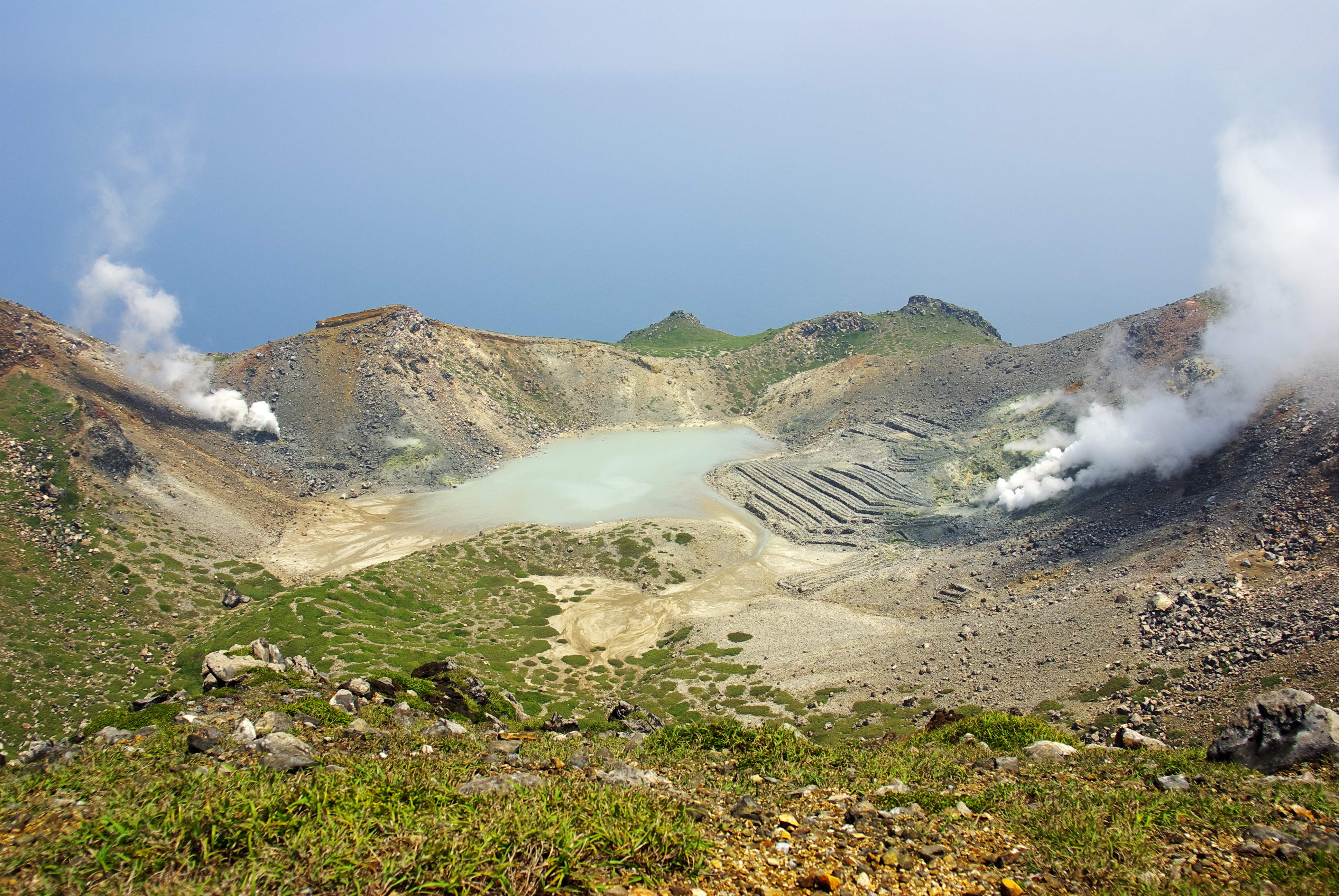
L'isola di Nakanoshima

Le Isole Tokara (吐噶喇列島 o トカラ列島?, Tokara Rettō) sono un gruppo di isole del Giappone meridionale, situate nella parte nord dell'arcipelago delle Ryūkyū.

## Le isole
- Kuchinoshima
- Nakanoshima
- Gajajima (disabitata)
- Kogajajima (disabitata)
- Tairajima
- Suwanosejima
- Akusekijima
- Kojima (disabitata)
- Kotakarajima
- Takarajima
- Kaminonejima (disabitata)
- Yokoatejima (disabitata)